# Espelkamp Zentrum
Espelkamp Zentrum ist ein Bereich der ostwestfälischen Stadt Espelkamp in Nordrhein-Westfalen. Espelkamp Zentrum hat ca. 15.700 Einwohner und ist der größte Bereich der Stadt Espelkamp. 
Espelkamp Zentrum umfasst alle Bereiche der Stadt Espelkamp, wie sie vor dem 1. Januar 1973 bestand und die nicht zur Ortschaft Altgemeinde Espelkamp gezählt werden. Espelkamp Zentrum umfasst die eher städtisch geprägten Bereiche der alten Stadt Espelkamp. Ortsvorsteher ist Herbert Klingel (CDU).

## Geschichte

Die Karte zeigt die Situation im Jahre 1896: Der Bereich der heutigen Kernstadt von Espelkamp war ein großes Waldgebiet. Zur Erleichterung der Orientierung sind die Grenzen der zentralstädtischen Bebauung Espelkamps (und Lübbeckes) sowie der heutige Mittellandkanal farblich ergänzt.

Am 1. April 1910 wird Espelkamp aus Großendorf ausgegliedert und wird eine selbstständige Gemeinde im Amt Rahden. Der Ortsteil Espelkamp-Mittwald entwickelt sich zügig auf den Resten einer Heeresmunitionsanstalt. Als 1959 die Gemeinde Espelkamp das Stadtrecht erhält, bürgert sich für das restliche Gebiet Espelkamps der Begriff Alt-Espelkamp oder Dorf-Espelkamp ein. Weiterhin bildet aber das Dorf Espelkamp mit Espelkamp-Mittwald gemeinsam die Stadt Espelkamp im Amt Rahden. Mit 3.756 gegen 234 Stimmen entscheidet sich die Bevölkerung Espelkamps 1960 gegen eine Trennung Alt-Espelkamps von der Stadt Espelkamp. 1966 wird Espelkamp amtsfrei und im Zuge der Gebietsreform am 1. Januar 1973 deutlich vergrößert. Alt-Espelkamp bildet seitdem unter der Bezeichnung Altgemeinde Espelkamp einen Ortsteil (lt. Hauptsatzung Ortschaft) der Stadt Espelkamp. Espelkamp-Mittwald, das zur Abgrenzung von Alt-Espelkamp seit 1959 meist als Stadt Espelkamp bezeichnet wurde, wird seit 1973 in der Hauptsatzung zwar nicht als eigene Ortschaft mit eigenem Ortsvorsteher geführt, aber explizit als eigener Bereich mit der Bezeichnung Espelkamp Zentrum genannt. Im Sprachgebrauch wird das Zentrum sowie die restlichen Ortschaften Espelkamps als Stadtteile bezeichnet. Weiter ist auch die Bezeichnung Mittwald statt Espelkamp Zentrum gebräuchlich.